# Santa Cristina d’Aro
Santa Cristina d’Aro – gmina w Hiszpanii, w prowincji Girona, w Katalonii, o powierzchni 67,99 km². W 2011 roku gmina liczyła 5106 mieszkańców.